# 谭伦蔚
谭伦蔚（1968年—），湖北汉川人，汉族，中华人民共和国政治人物、第十二届全国人民代表大会湖北地区代表。
毕业于湖北大学法律专业。2013年，担任全国人大代表。